# Noordersluis
Noordersluis is een industriegebied in het stadsdeel Lelystad-Haven in Lelystad. De wijk heeft een oppervlakte van 2 km². Naast bedrijven is er in het oosten van het industriegebied een praktijkschool gevestigd en op het industriegebied zijn enkele woonbuurten. In Noordersluis wonen 402 mensen, waarvan 226 mannen en 176 vrouwen. Hieronder zijn er 54 allochtonen, waarvan 31 Westers en 23 niet Westers.
Ondernemers die op het industriegebied gevestigd zijn hebben een vereniging 'Platform Noordersluis'. 